# Volturiji
Volturiji so liki serije Somrak, organizirana skupina vampirjev, ki določajo zakone vampirskega prebivalstva po vsem svetu. Edward Cullen jih opiše kot nekakšno kraljevo družino, ki predstavljajo zakon vampirjev že več kot tri tisoč let. Skrbijo za to, da nihče izmed vampirskega prebivalstva njihove skrivnosti ne izda navadnim ljudem. Njihovo stalno prebivališče je v Italiji v mestu Volterra.
Glavni Volturiji so trije: Aro, Caius in Marcus, imajo pa še ostale pomočnike: Jane, Alec, Demetri, Felix, Heidi, Chelsea, Afton, Renata in drugi, neimenovani člani Volturijev.

## Člani

### Aro
Aro, eden izmed treh vodilnih Volturijev, je bil rojen okoli leta 1300 pr. n. št. Če se te dotakne, lahko zazna vse tvoje misli, ki jih misliš ali pa si jih mislil. Poročen je s Sulpicio, eno izmed članic Volturijevih. V filmih Mlada luna in Mrk ga bo upodobil ameriški igralec Michael Sheen.

### Caius
Caius, eden izmed treh vodilnih Volturijev, je bil (tako kot Aro) rojen okrog leta 1300 pr. n. št. Nima nobenih nadnaravnih moči. Poročen je z Athedoro, eno izmed članic Volturijevih. V filmih Mlada luna in Mrk ga bo upodobil ameriški igralec Jamie Campbell Bower.

### Marcus
Marcus, eden izmed treh vodilnih Volturijev, je bil (kot Aro in Caius) rojen okoli leta 1300 pr. n. št. Njegova nadnaravna moč je, da lahko zaznava čustvene povezave med ljudmi. Poročen je bil z Didyme, eno izmed članic Volturijevih, ki pa jo je na koncu pokončal Aro. V filmih Mlada luna in Mrk ga bo upodobil ameriški igralec Christopher Heyerdahl.

### Jane
Jane je ena izmed članov Volturijevih stražarjev. Ima posebno moč: ljudem lahko povzroči neizmerne bolečine. V filmih Mlada luna in Mrk jo bo upodobila ameriška igralka Dakota Fanning.

### Alec
Alec je eden izmed članov Volturijevih stražarjev in Janein brat dvojček. Njegova moč je, da lahko ljudem ohromi vse čute: to Volturiji uporabijo, kadar so do žrtve, ki jo nameravajo ubiti, posebej milostni. V filmih Mlada luna in Mrk ga bo upodobil ameriški igralec Cameron Bright.

### Demetri
Demetri je eden izmed članov Volturijevih stražarjev. Njegova nadnaravna moč je, da lahko izsledi določenega človeka, kjerkoli je. V filmih Mlada luna in Mrk ga bo upodobil ameriški igralec Charlie Bewley.

### Felix
Felix je eden izmed članov Volturijevih stražarjev. Nima nadnaravnih moči. V filmih Mlada luna in Mrk ga bo upodobil ameriški igralec Daniel Cudmore.

### Chelsea
Chelseaje stražarka v Volturijevi vojski. Ima posebno moč, saj lahko okrepi ali zrahlja vezi med osebami.poročena je z Aftonom. Pojavi se v zadnjem delu Jutranja Zarja.

### Heidi
Heidi je ena izmed članov Volturijevih stražarjev. Rojena je okoli leta 1000 pr. n. št. Nima posebnih moči. V filmih Mlada luna in Mrk jo bo upodobila ameriška igralka Noot Seear.

### Renata
Renata je Arova telesna stražarka. Ima ščit,ki te lahko zmede od tega, kar hočeš narediti, je podoben Bellinemu ščitu. pojavi se v Jutranji Zarji.

### Afton
Afton je eden izmed članov Volturijevih stražarjev. Je Chelsein mož. Nima posebnih moči in tudi v filmih Mlada luna in Mrk se ne bo pojavil.

### Gianna
Gianna je človek, ki dela za Volturije. V filmih Mlada luna in Mrk jo bo upodobila ameriška igralka Justine Wachsberger.

### Žene
Sulpicia, Didyme in Athendora so žene vodilnih Volturijev (Ara, Marcusa in Caiusa). Didyme je mrtva: ubil jo je Aro. Ostali dve ženi nimata posebnih moči in se ne bosta pojavili v filmu Mlada luna ali filmu Mrk.

### Ostali člani
Volturijevih stražarjev je še veliko več in od tega jih ima 28 nadnaravne moči, vendar jih ne knjiga ne film ne omenjata bolj podrobno.

## Pojavi

### Mlada luna
V drugem delu 17-letna Bella Swan opisuje svoje romantično razmerje z 108-letnim, popolnim, z večnim videzom 17-letnika in vegetarijanskim vampirjem Edwardom Cullenom (glej pod: Somrak (roman)). Vse pa se zaplete na zabavi za njen 18. rojstni dan, ko Edwardov brat Jasper, ki ima težave z vegetarijanskim slogom življenja, želi Bello ugrizniti. Edward jo sicer hitro reši, a se kljub temu odloči, da je čas, da se razideta. Pove ji, da je več ne ljubi, in ji obljubi, da se nikdar več ne bosta videla. Bella najprej od bolečine skoraj umre, a po nekaj mesecih trpljenja odkrije, da zmeraj, ko je v kakšni nevarnosti ali počne kaj nevarnega, sliši Edwardov glas. Da bi ga lahko slišala večkrat, kupi motor in prosi leto mlajšega znanca Jacoba Blacka, da ga popravi. Z Jacobom postaneta najboljša prijatelja, čeprav Bella ve, da si Jacob želi še več. Bellino srce se ponovno zlomi, ko se Jacob brez pojasnila preneha družiti z njo in se je izogiba. Po skritih poteh in ugankah Bella vendarle ugotovi, da ni padel v kremplje "kulta", kot je mislila sprva, temveč se je spremenil v volkodlaka. Pojasni ji, da ji ni smel povedati, kaj se dogaja, ker mu alfa tropa tega ni dovolil. Volkodlaki prebivalce branijo le pred svojim najhujšim sovražnikom: vampirji. Trop se trenutno sooča z velikimi problemi, saj neznani vampir lovi na njihovem območju, oni pa mu tega ne morejo preprečiti. Postopoma volkodlaki in Bella ugotovijo, da je ta vampir Victoria, ki se želi maščevati Belli za smrt svojega prijatelja Jamesa, ki ga je Edward ubil v Somraku, da bi rešil Bello. Ker si Bella želi slišati Edwardov glas, se odloči, da bo skočila s pečine, kar Jacob in njegovi prijatelji pogosto počnejo za zabavo. A zaradi nevihte jo voda skoraj odnese. V zadnjem trenutku jo reši Jacob in ji pove, da je eden najboljših prijateljev njenega očeta, Harry Clearwater, v bolnišnici zaradi srčnega napada, kasneje pa umre. Ko se Bella tega dne vrne domov, jo tam pričaka njena prijateljica, Edwardova sestra Alice Cullen (tudi vampirka), ki lahko vidi prihodnost in za katero je po odhodu Cullenovih mislila, da je ne bo videla nikdar več. Tako Bella izve, da je Alice videla njen skok s pečine in pohitela k njej. Izkaže se tudi, da ni videla, da jo je Jacob rešil, saj volkodlakov ne more videti. Naslednji dan pa Alice in Bella izvesta, se je Edward, ki mu je njegova druga sestra Rosalie povedala, da naj bi Bella umrla odpravil v Volterro (Italija). Razlog za to je, da prosi Volturije, nekakšno vampirsko kraljevo družino, naj ga ubijejo, da bi bil lahko skupaj z Bello. Alice in Bella zato pohitita v Italijo, da bi rešili Edwarda, ki želi Volturije s tem, da bi razkril skrivnost o vampirjih, pripraviti do tega, da bi ga ubili. Bella ga zadnji čas dohiti in mu dokaže, da je živa. Kljub temu morajo vsi trije pred Volturije. Ti so trije: Aro, Marcus in Caius. Izkaže se, da je Bella imuna na njihove posebne moči, prav tako kot na Edwardove, ki zna brati misli. Aro vse tri povabi, da bi se pridružili Volturijem, kar zavrnejo. A to pomeni, da Bella ne sme živeti, ker ve njihovo skrivnost. Alice prepriča Ara, da jo bodo kmalu spremenili v vampirko, zato lahko gredo. Ko so spet v Forksu, Edward prizna Belli resnico o svojem odhodu. Pojasni ji, da je odšel zato, da bi bila ona varna in da se ji je zlagal, ko je rekel, da je ne ljubi več. Bella mu oprosti, a želi, da jo Edward spremeni v vampirko, ta pa vztraja, da ne bo pogubil njene duše. Zato Bella organizira srečanje z njegovo družino, ki naj bi glasovala, ali naj postane vampirka ali ne. Edward in Rosalie vztrajata, da ne, Alice, Jasper, Emmett, Carlisle in Esme pa se strinjajo z Bello. Končno se odločijo, da jo bo po maturi spremenil Carlisle, ki je to počel že pri vseh ostalih članih svoje družine. Toda najprej morajo najti Victorio, Bella pa se želi spet spoprijateljiti z Jacobom, ki ne želi videti ne nje ne Cullenovih, ki so njegovi naravni sovražniki...

### Jutranja zarja
Jutranja zarja se začne z Edwardovo in Bellino poroko. Medene tedne preživljata na Esminem otoku, otoku, ki ga je Carlisle podaril Esme za poročno darilo. Na njuno poročno noč se prvič ljubita in zjutraj je Bella polna modric, Edward pa je ves obupan. Obljubi ji, da se dokler je človek, ne bosta več ljubila, vendar obljubo prelomi. Bella na medenih tednih zanosi.
Edward in Bella se odpeljeta nazaj v Forks in Edward jo skuša prepričati v splav, vendar Bella ni za. Pri tem jo podpira tudi Edwardova posvojena sestra, Rosalie Hale, vendar Edward ni prepričan, če Rosalie želi Belli samo najboljše. Kmalu pa tudi Edward vzljubi otročička, saj lahko sliši, kaj misli (Edward lahko bere misli).
Bella ob porodu skoraj umre, vendar jo Edward še pravi čas spremeni v vampirko. Rodi deklico, Renesmee Carlie Cullen. Nekaj časa se Bella ne sme pribljižati Renesmee, saj bi jo lahko ogrožala (Renesmee je napol vampir, napol človek), zato z njo večino časa preživi Rosalie. Belli povejo samo za Renesmeeinino nenavadno hitro rast in tako fizično kot psihično razvijanje. Ko pa Bella Renesmee prvič vidi, ugotovi, da je volkodlak Jacob Black, ki je bil do Renesmeeninega rojstva zaljubljen v Bello samo, z Renesmee doživel vtisnjenje - postopek, pri katerem volkodlaki najdejo dušo dvojčico. Tudi to, da je Jacob Renesmee nadel vzdevek po pošasti iz Ness Locha in jo od takrat dalje vsi kličejo Nessie, Belli ni niti najmanj po godu.
Jacob ustanovi svoj trop volkodlakov in se upre Samu Uleyju, dotakratnemu voditelju tropa volkodlakov iz Forksa. Temu se kmalu za tem pridružita Leah in Seth Clearwater: Seth zato, ker je Jacob njegov vzornik, številka ena in zagotovo pred Samom, Leah pa zato, da bi prebolela nesrečno razmerje, ki ga je imela s Samom in da bi varovala mlajšega brata.
Vampirka Irina napačno obvesti Volturijeve, da je Renesmee nesmrten otrok (to so vampirji, ki so jih kot otroke spremenili in se nikoli ne postarajo, torej nikoli ne odrastejo ter se ne znajo obvladovati: ko je razsajala kuga je veliko vampirjev majhne dojenčke spremenilo v vampirje, vendar so to prepovedali). Ko Volturijevi prispejo v Forks, da bi uničili tako Renesmee, kot Cullenove in Bello, pa jim Cullenovi in njihovi prijatelji dokažejo, da Renesmee ni nesmrten otrok. Volturijevi odidejo in Edward in Bella lahko končno zaživita skupaj s hčerko.
Knjiga je bila napisana v treh delih: prvi del je bil napisan iz Bellinega zornega kota, zato mu je naslov Bella, drugi del nam pripoveduje Jacob, zato mu je tudi naslov Jacob in zgodbo tretjega dela spet gledamo iz Bellinih oči, zato mu je naslov Bella.